# Miguel Pérez Pirela
Miguel Ángel Pérez Pirela (Maracaibo, Estado Zulia, Venezuela; 5 de noviembre de 1977) es un filósofo, escritor, comunicador y político venezolano. Fundó el medio de comunicación La Iguana TV y dirigió el programa televisivo «Cayendo y Corriendo» que fue transmitido durante casi 10 años en el canal estatal de Venezuela, Venezolana de Televisión (VTV).
Ha realizado estudios de maestrías en filosofía y ética de La Sorbona de París y luego recibió un doctorado en filosofía de la Universidad Gregoriana de Roma.
Pérez Pirela logró obtener una beca para estudiar en la Universidad de Roma III y Pontificia Universidad Gregoriana, donde recibió una licenciatura en filosofía y letras, luego un doctorado en filosofía y ética por la misma universidad. Su maestría la obtuvo en estudios políticos e internacionales por la Scuola de Cooperazione de Roma, y más tarde en La Sorbona de París. Permaneció en la Sorbona de París haciendo estudios de investigación posdoctorales.

## Biografía

### Primeros años
Pérez Pirela nació en la parroquia Chiquinquirá y se crio en la urbanización Raúl Leoni de Maracaibo. Estudió en el colegio Niños Cantores del Zulia.En esa institución también cursó sus estudios secundarios, egresando en 1995 con el título de bachiller mención Ciencias, Humanidades y Música.

### Formación académica
Miguel Ángel Pérez Pirela viajó a Roma, Italia en 1995 para iniciar sus estudios de pregrado. En 1997,  obtuvo el Baccalaureatum en Filosofía por la Pontificia Università Gregoriana de Roma. Dos años más tarde, obtuvo su primera Licenciatura en Filosofía. El título le fue otorgado tras la aprobación de su trabajo de investigación intitulado «Fundamento, peligro y participación política en Alexis de Tocqueville» y elaborado bajo la dirección del Profesor Dr. Carlo Huber S.J.

## Carrera en medios de comunicación
Inició como presentador del programa «Cayendo y Corriendo», transmitido en Prime Time en el canal estatal de Venezuela, Venezolana de televisión (VTV). En 2012, funda en Caracas el medio de comunicación alternativo digital La Iguana.TV, que devino en el medio de información más visto en Venezuela. También dirigió el espacio televisivo en formato web Infraganti en la cadena informativa multiestatal TeleSUR, durante los años 2015 y 2016. Actualmente conduce el programa «Desde donde sea» a través del portal La Iguana TV.

## Carrera política

### Candidato a la Alcaldía de Maracaibo (2013)
Fue inscrito en las elecciones municipales de Venezuela de 2013, como candidato a la alcaldía de Maracaibo en representación del Partido Socialista Unido de Venezuela (PSUV) y el Gran Polo Patriótico Simón Bolívar (GPP); sin embargo, no resultó ser electo y fue derrotado por Eveling Trejo de Rosales de la Mesa de la Unidad Democrática (MUD).
|  | 51,74 % |

|  | 46,64 % |

|  | 01,55 % |

## Obras publicadas

### Novelas
- La apuesta de los dioses. Cinco pedazos de poética filosófica (2000)

- Pueblo (2010)

- El Último romántico (2020)

- Los espejos no escogen a quién mirar (2022)

- Happy (2023)